# (5337) Aoki
(5337) Aoki est un astéroïde de la ceinture principale.

## Description
(5337) Aoki est un astéroïde de la ceinture principale. Il fut découvert le 6 juin 1991 à Kiyosato par Satoru Ōtomo et Osamu Muramatsu. Il présente une orbite caractérisée par un demi-grand axe de 3,20 UA, une excentricité de 0,09 et une inclinaison de 6,4° par rapport à l'écliptique.

## Compléments